# حارشة سيانية
حارشة سيانية (الاسم العلمي: Psorophora cyanescens) هي نوع من الحشرات تتبع جنس الحارشة من فصيلة البعوضيات.